# Morphodexia facialis
Morphodexia facialis är en tvåvingeart som först beskrevs av Aldrich 1928.  Morphodexia facialis ingår i släktet Morphodexia och familjen parasitflugor. Inga underarter finns listade i Catalogue of Life.